# Hinterweidenthal
Hinterweidenthal è un comune di 1.620 abitanti della Renania-Palatinato, in Germania, sulle rive della Lauter, un affluente del Reno.
Appartiene al circondario (Landkreis) del Palatinato sudoccidentale (targa PS) ed è parte della comunità amministrativa (Verbandsgemeinde) di Hauenstein.

## Galleria d'immagini

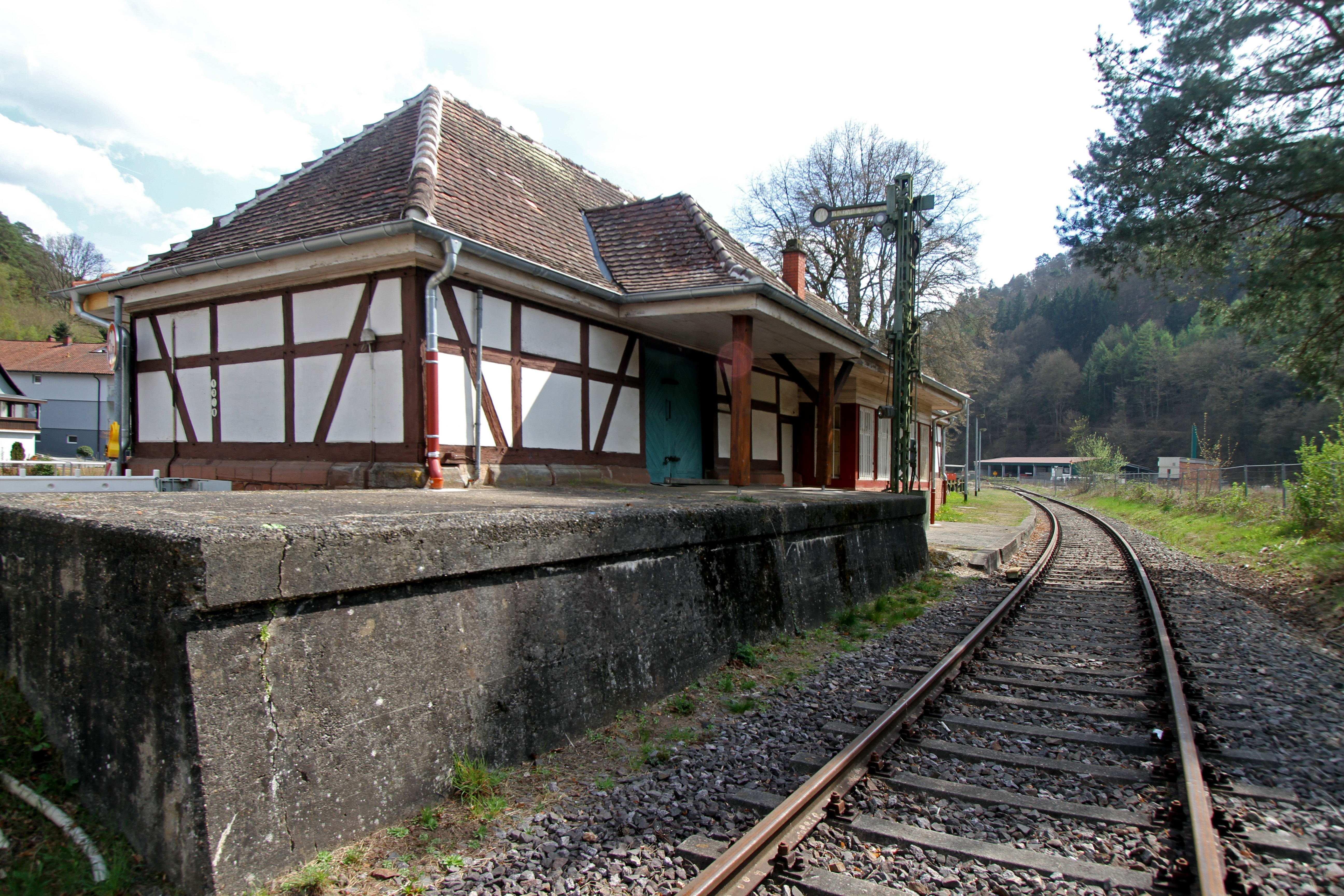
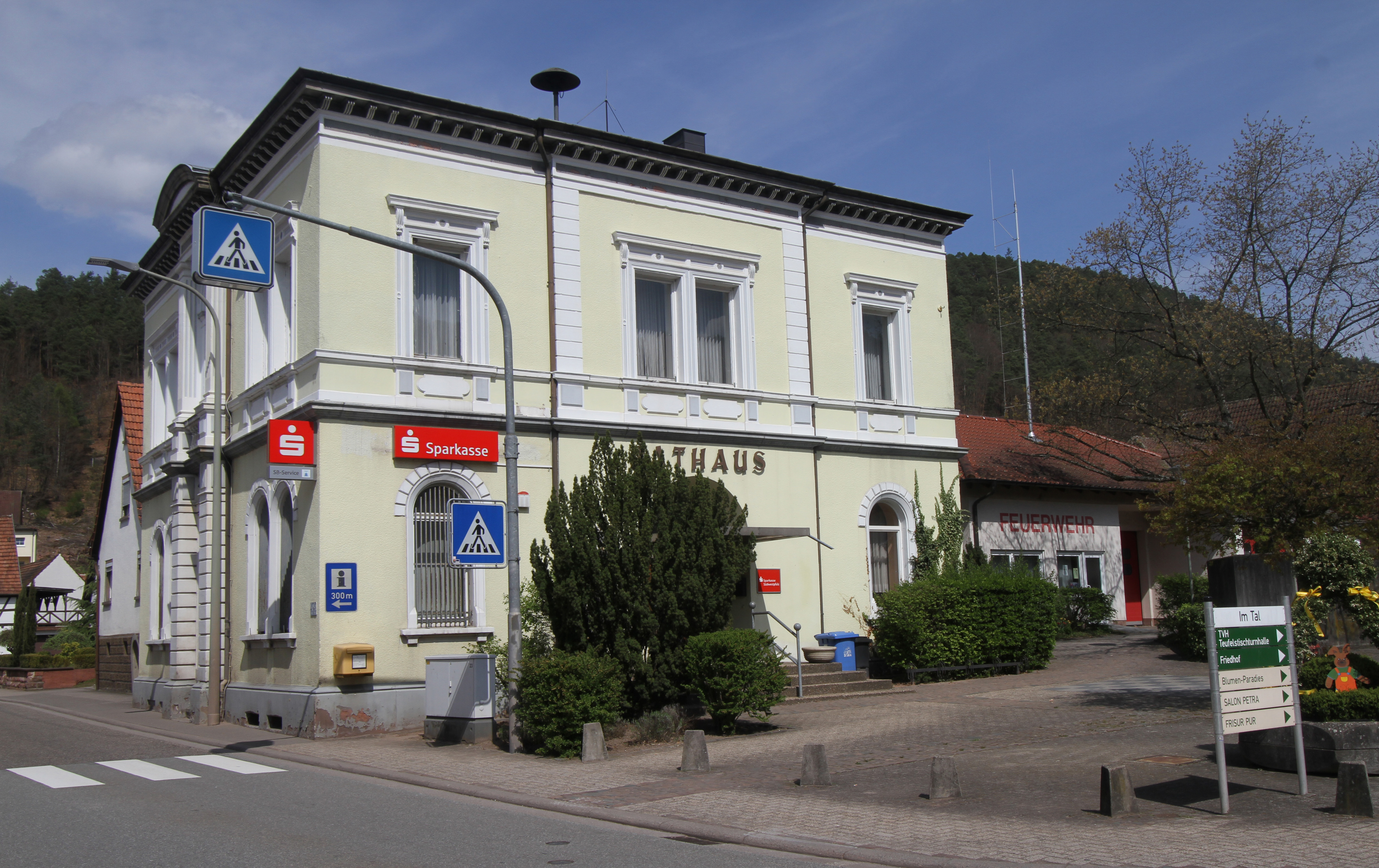
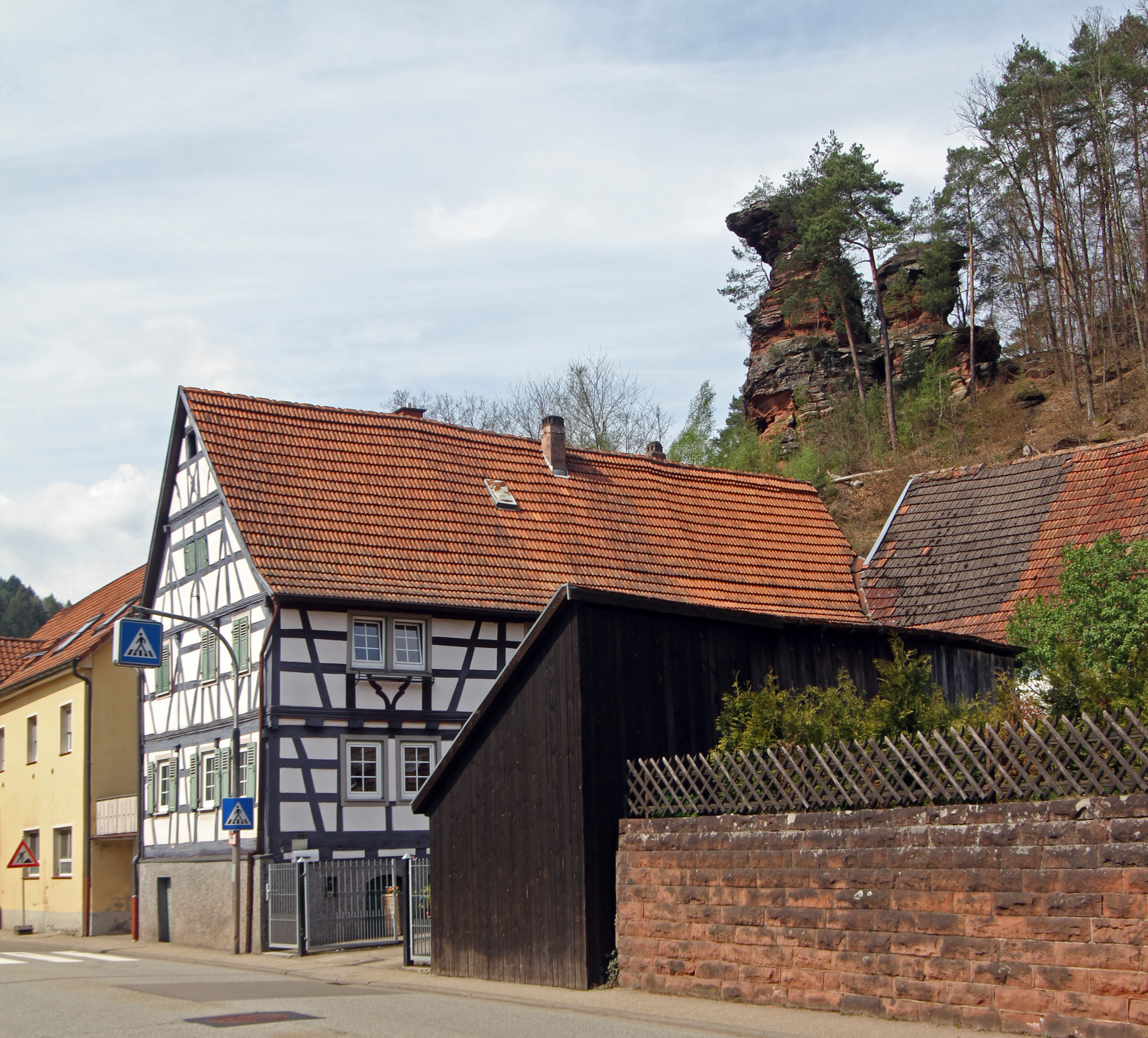
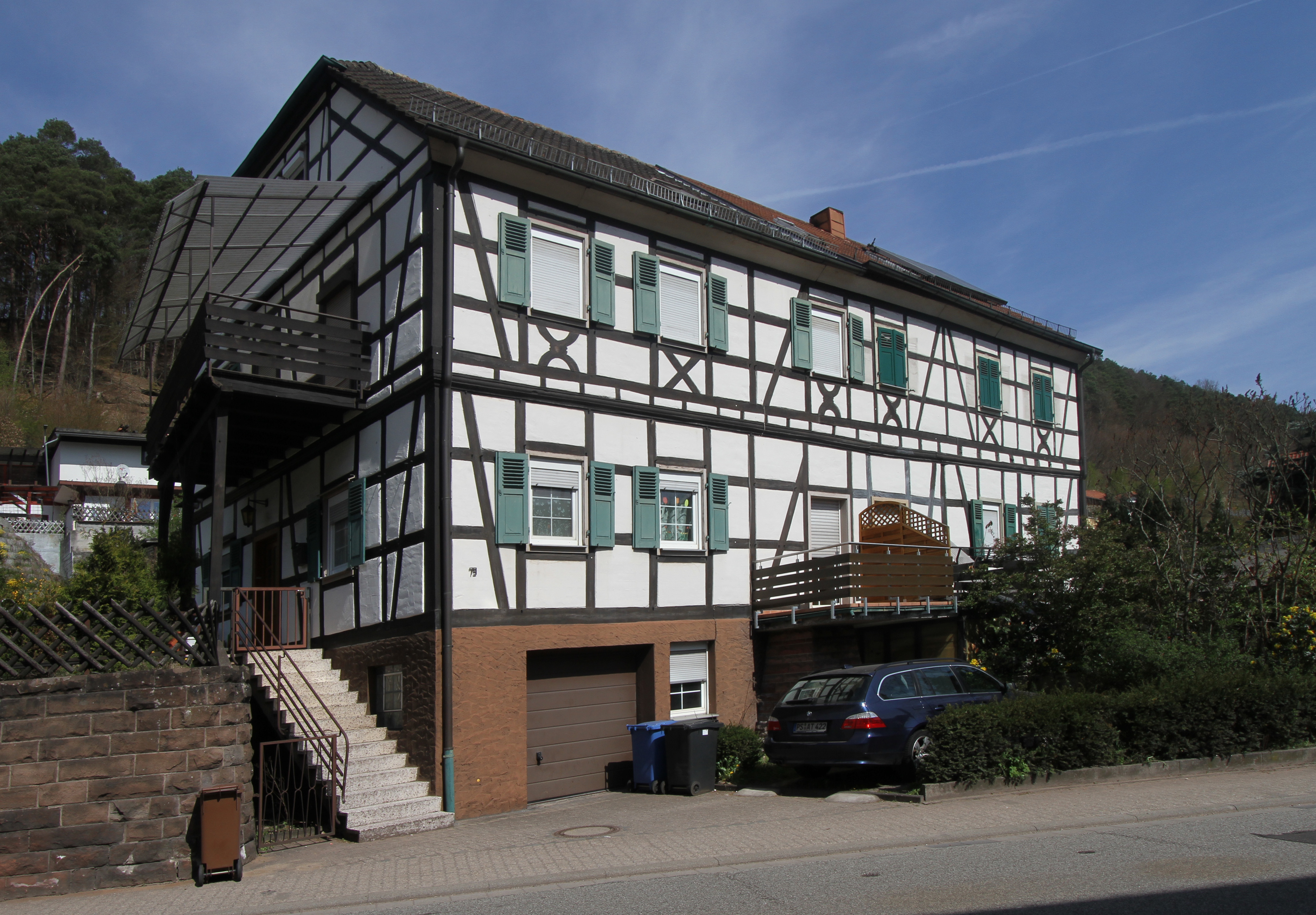
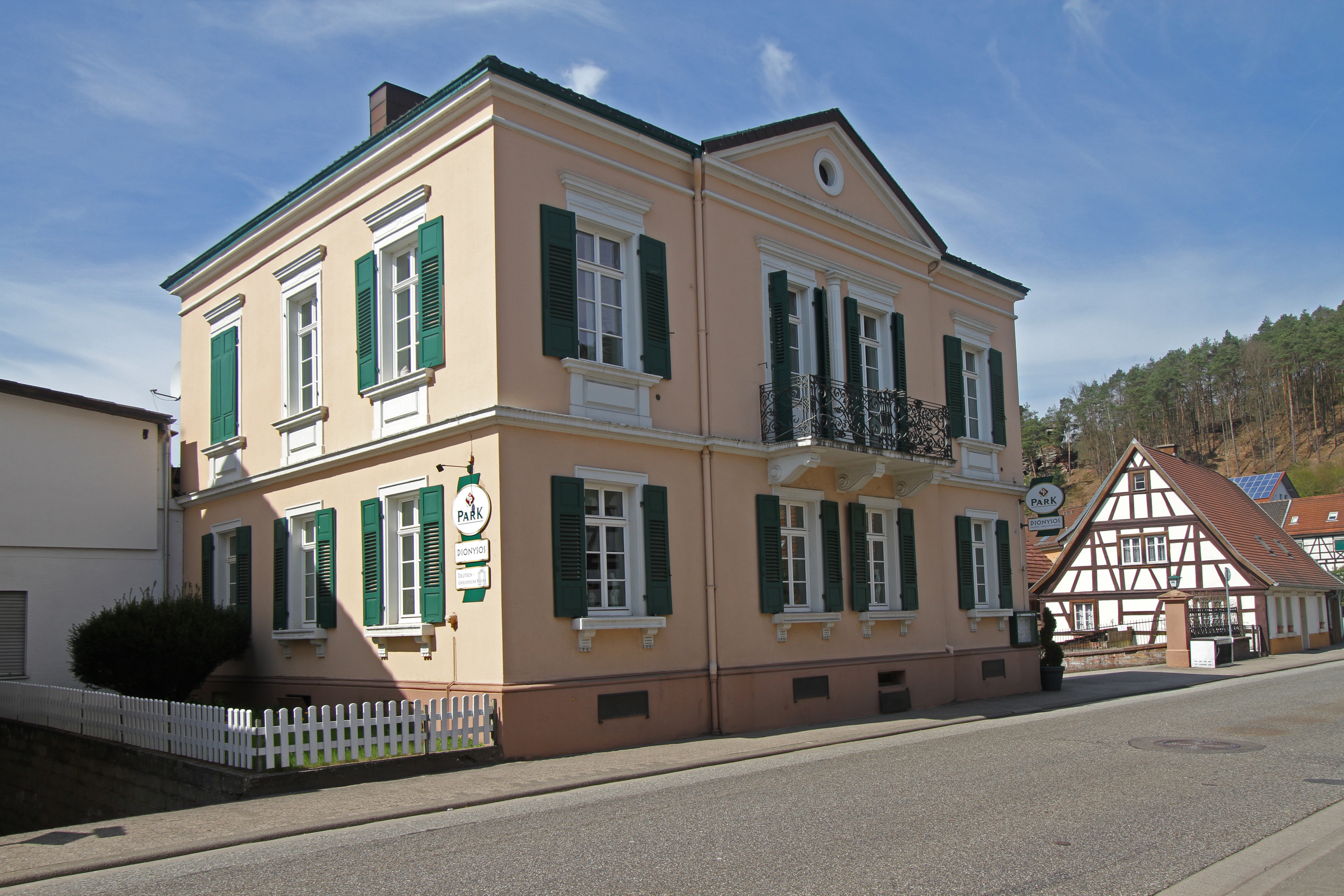
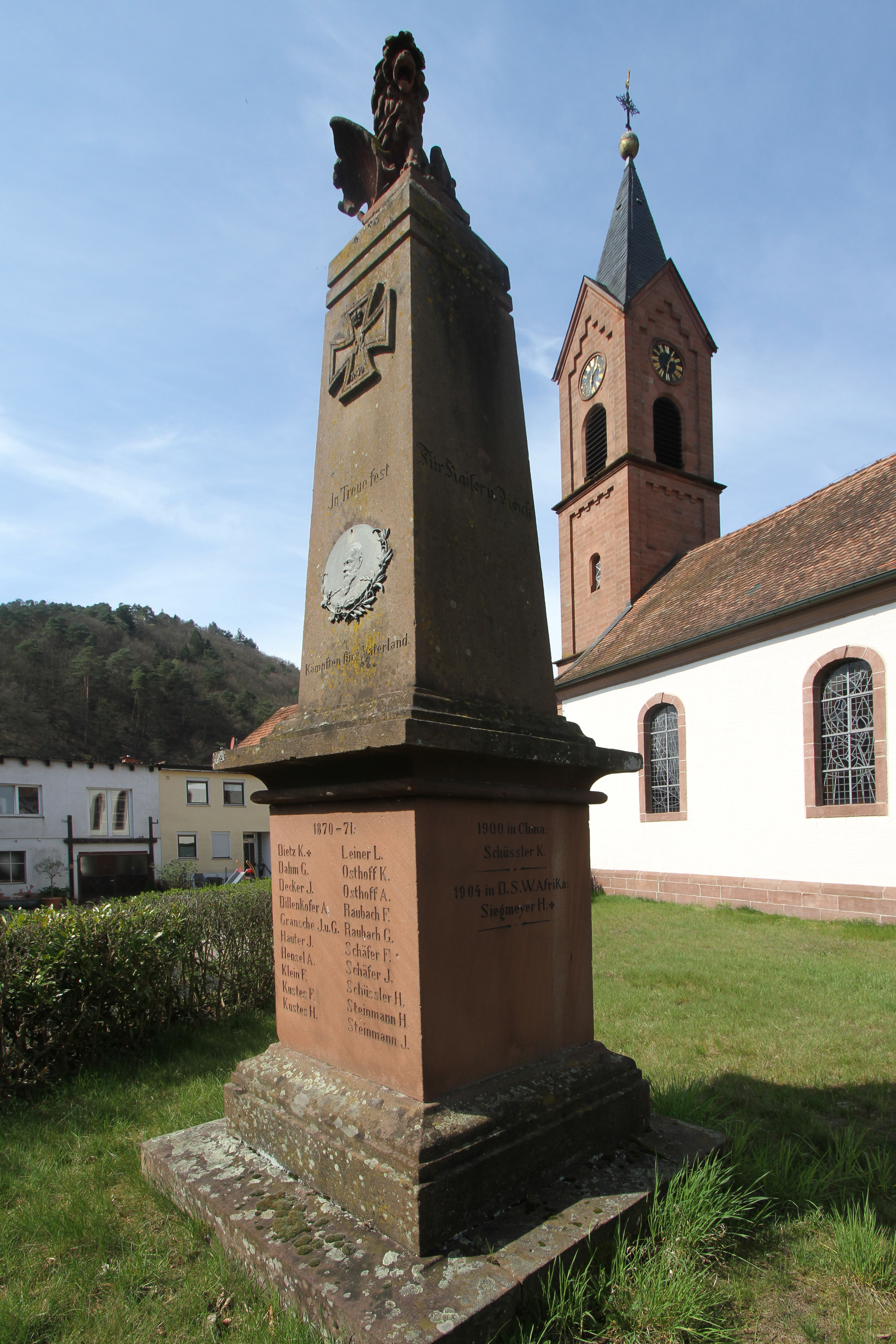
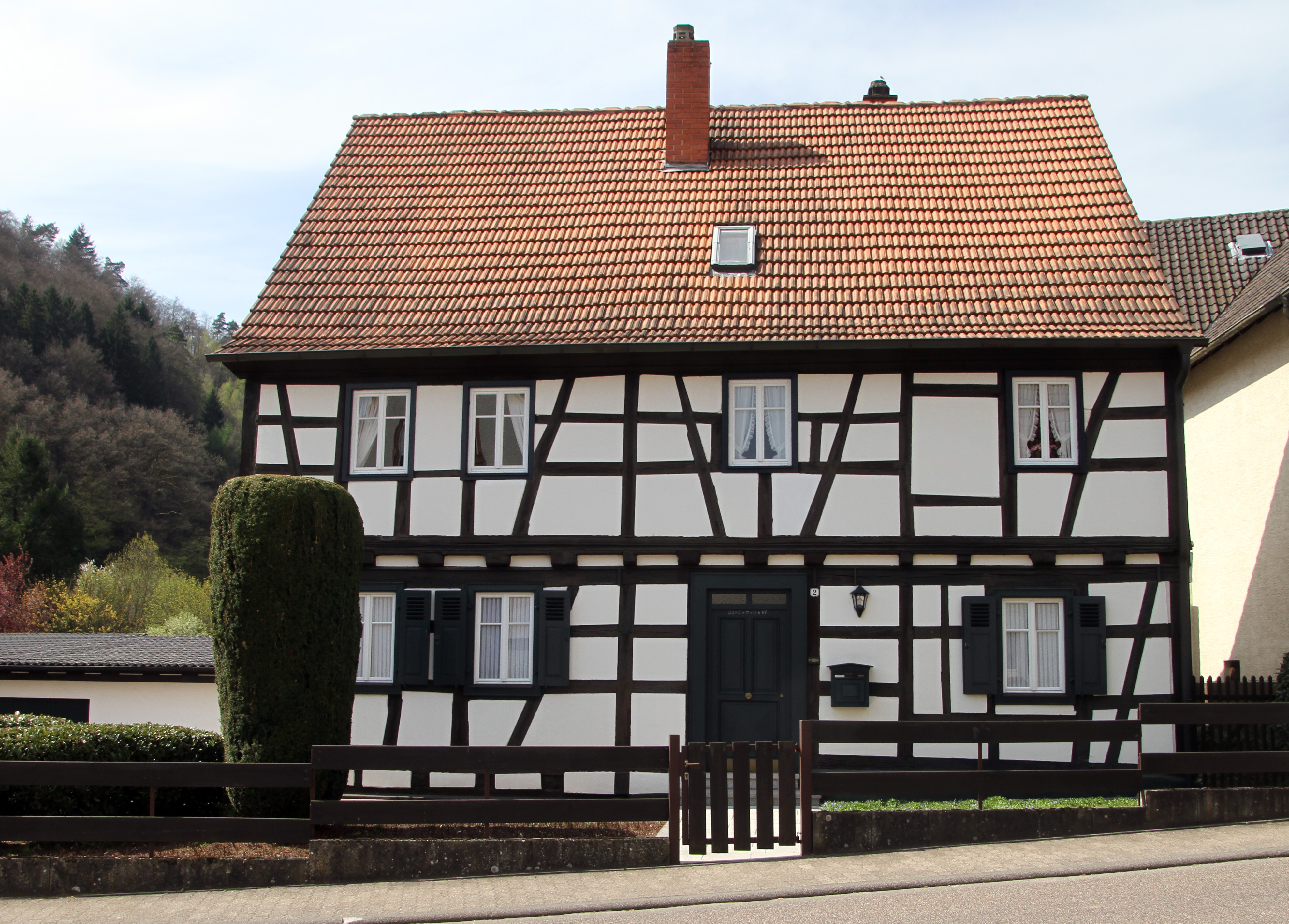
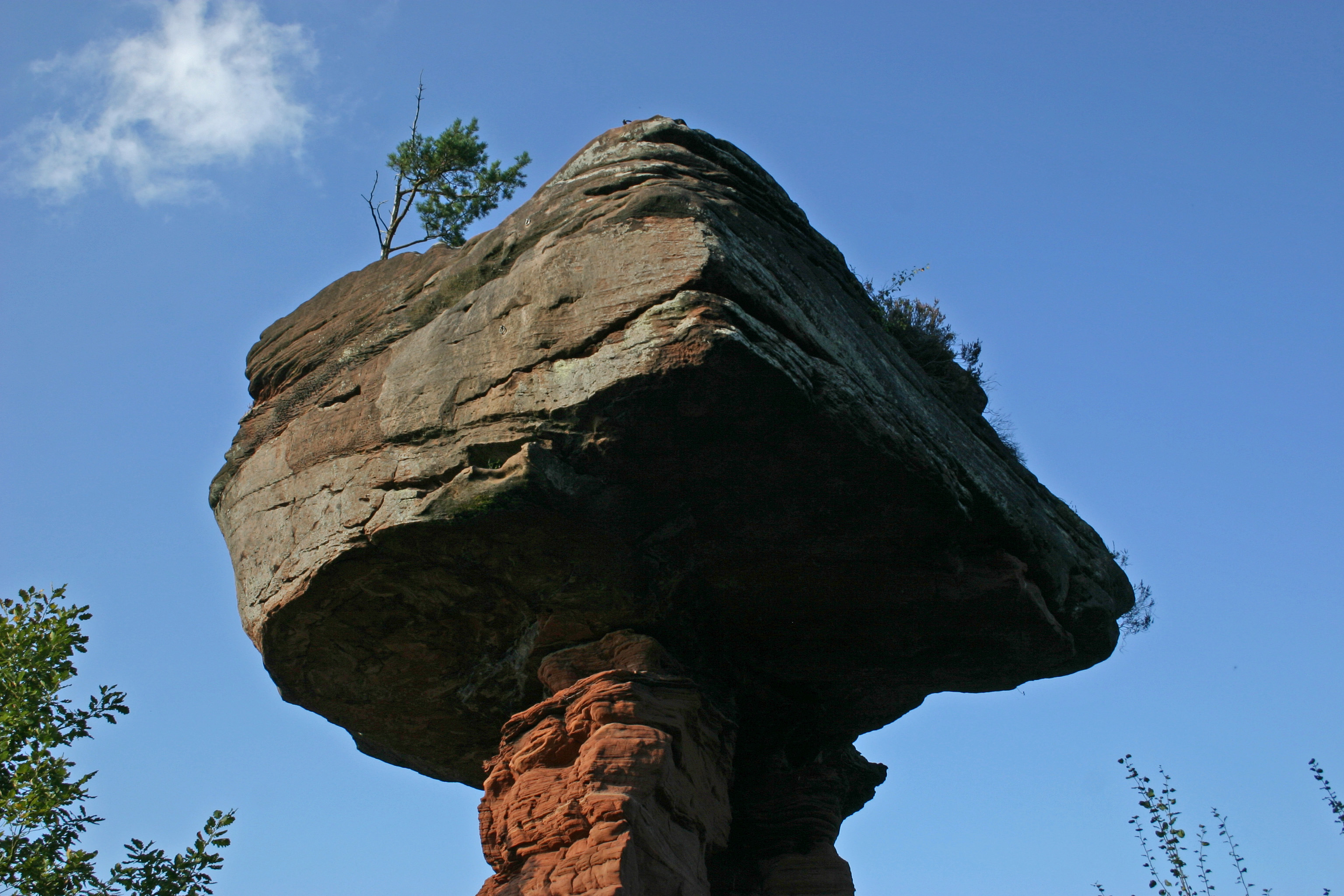